# Brito Sozinho
António Brito Domingos Sozinho, também conhecido pelo nome de guerra Brito Kissonde (Luanda, 8 de abril de 1941 - Lisboa, 18 de junho de 2025), foi um músico, desportista, político, diplomata e empresário angolano.

## Biografia
Brito Sozinho nasceu em Luanda, a 8 de abril de 1941. Na sua infância conservou forte amizade com José Eduardo dos Santos.
Seu envolvimento com o nacionalismo angolano iniciou quando tinha 18 anos, em 1959, pelo Clube Desportivo Ginásio, fundado por ele e por Balduíno Silva, Mário Santiago, Bea Santiago, Faísca, Manuel da Conceição Neto e Pedro Van-Dúnem Loy. O Ginásio era um grupo da estratégia de massas do Movimento Popular de Libertação de Angola (MPLA) para formação política e difusão cultural entre a juventude e servir como elemento de contraespionagem para descobrir informantes do regime salazarista que atuavam na periferia de Luanda.
Em 1960 foi enviado para colaborar no estabelecimento da primeira sede do partido no exílio em solo africano, localizada em Conacri. Em 1962, já em Quinxassa, foi um dos oficiais do partido na Conferência de Kassanga-Kassinda, para recebimento pelo MPLA de dissidentes da União das Populações de Angola, e de seus organismos LGTA e ELNA. Organizou, ainda, o "Movimento Estudantil Revolucionário Angolano", grupo que colaboraria na fundação do Juventude do Movimento Popular de Libertação de Angola (JMPLA).
Em 1962, enquanto ainda estava em Quinxassa, integrou o grupo musical "Kimbandas do Ritmo", que tinha como companheiros Jose Eduardo dos Santos, Elias Monteiro Barber e Catarino Júlio de Assis Barber, com a colaboração de Bonga Kuenda.
Foi enviado pelo MPLA para a Europa para estudos. Ali se reuniu um grupo de estudantes angolanos composto por Pedro Van-Dúnem Loy, Mário Santiago, Maria Mambo Café, Amélia Mingas, José Eduardo dos Santos, Ana Wilson, entre outros, para formar o "Conjunto Nzaji", um grupo musical angolano de grande relevo. O grupo chegou a gravar um disco em 1972 na Finlândia pelo selo Eteepäin.
Quando o país tornou-se independente, Brito Sozinho empenhou-se na fundação do clube desportivo Progresso Associação do Sambizanga, em 17 de novembro de 1975. Chegou a atuar como futebolista do clube e primeiro presidente desta agremiação desportiva, colaborando na reestruturação do segmento no pós-independência.
Após a independência nacional tornou-se um diplomata muito influente no Ministério das Relações Externas de Angola (MIREX). Tornou-se chefe do Protocolo e do Departamento para África e Médio Oriente da Direcção Geral dos Assuntos Políticos, sendo, em 1980, nomeado director da Direcção África e Médio Oriente (DAMO) do MIREX.
Na década de 1980 suas capacidades como diplomata foram cruciais na reaproximação de Angola com o norte global e nas assinaturas dos acordos de paz e pelas eleições multipartidárias. Desde então foi destacado como embaixador na Nigéria, Benim, Niger e CEDEAO (1986), Tanzânia, Quénia, Burundi, Uganda, Comores, Maurícia e Seicheles (2000), Guiné-Bissau, Gâmbia, Guiné-Conacri, Mali, Mauritânia e Serra Leoa (2007), Países Nórdicos e Países Bálticos (2012), Moçambique, Essuatíni, Maláui e Madagáscar (2015). Desde 2019 serve como assistente do corpo diplomático em Angola.
Enquanto embaixador de Angola em Bissau, foi importantíssimo no repúdio internacional às sucessivas tentativas de golpe de Estado na Guiné-Bissau em 2008, 2009 e 2011 e no fortalecimento das instituições democráticas no país. Durante a sua gestão como representante de Angola na Guiné-Bissau, Sozinho foi agraciado com a Ordem Nacional Amílcar Cabral - Mérito da Cooperação e Desenvolvimento, que é a mais alta condecoração da Guiné-Bissau.
Em 2005 ele constituiu a sociedade comercial MAJOFA com Afonso Van-Dúnem M'Binda, Silva Neto e Octávio dos Santos para adquirir licença de blocos petrolíferos das bacias do Cuanza e do Baixo Congo. Foi, a partir de então, um dos angolanos mais ricos e ganhou participação na altamente lucrativa indústria petrolífera do país.

## Morte
Brito Sozinho morreu em 18 de junho de 2025, em Lisboa, vítima de doença, aos 84 anos de idade.